# 백색 잡음

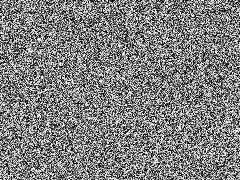
대표적인 백색잡음.

백색잡음(白色雜音) 또는 화이트 노이즈(영어: white noise)는 물리적으로 전도체 내부에 있는 이산적인 전자의 자유 운동으로부터 야기되는 잡음으로, 1926년 벨 연구소 재직 중 처음으로 이것을 구분하고 특징을 규명한 John Bertrand Johnson의 이름을 따서 존슨 노이즈(Johnson Noise)라고도 한다.
전도체 내부의 전자들의 열에 따른 불규칙한 움직임, 즉 열교란에 의한 내부로부터의 잡음이다. 이 잡음은 모든 형태의 전자 장비와 매체에서 나타나며, 그 크기는 절대 온도에 비례한다. 모든 범위의 주파수에 대해 균일한 전력스펙트럼을 가지고 있다.
열잡음은 "흰빛"과 같은 형태의 주파수 스펙트럼을 가지므로 화이트 노이즈(하얀 잡음)이라고 불리며, 패턴이 무작위하기 때문에 랜덤 노이즈라고도 불린다. 화이트 노이즈는 제거될 수 없는 잡음이며 이 잡음을 고려하여 계산한 이론적으로 가능한 전송매체의 최대 용량을 구할 수 있다.

## 같이 보기
- 소음의 색상
- 귀울림(이명)